# Хобергхорн
Хобергхорн (нем. Hohberghorn, Hobärghorn) — вершина высотой 4219 метров над уровнем моря в Пеннинских Альпах в кантоне Вале в Швейцарии. Первое восхождение на вершину совершили Р. Б. Хифкот и гиды Франц Бинер, Петер Перрен и Петер Таугвальдер в августе 1869 года.

## Физико-географическая характеристика
Хобергхорн расположен на юго-западе Швейцарии в кантоне Вале на гребне горного массива Надельграт. Гребень соединяет вершины Леншпитце, Надельхорн, Штеккнадельхорн, Хобергхорн и Дюрренхорн (все вершины высотой выше 4000 метров, входят в основной список вершин-четырёхтысячников Альп, составленный UIAA). В списке UIAA Хобергхорн находится на 29 позиции по абсолютной высоте над уровнем моря. На юге Надельграт соединяется с массивом Мишабель, на западе массив примыкает к долине Маттерталь.

## История восхождений
Первое восхождение на вершину Хобергхорн совершили Р. Б. Хифкот и горные гиды Франц Бинер, Петер Перрен и Петер Таугвальдер в августе 1869 года (точная дата восхождения неизвестна). Маршрут первовосходителей проходил по западной стороне с ледника Хоберг через перевал Штекнадельйох.
Восхождения на вершину Хобергхорн возможны напрямую по северо-западной стене (категория сложности III по классификации UIAA, PD+ по классификации IFAF), а также по немного более сложному маршруту по северо-восточной стене с участками до 55° крутизны (категория сложности III по классификации UIAA, D по классификации IFAF). Также возможно восхождение на вершину в рамках траверса массива Надельграт (категория сложности восхождений в зависимости от маршрута меняется от AD до D по классификации IFAF).